# Indulás
Az Indulás (eredeti cím: Then Came You) 2018-ban bemutatott amerikai romantikus filmdráma, amelyet Fergal Rock forgatókönyvéből Peter Hutchings rendezett. A főbb szerepekben Asa Butterfield, Maisie Williams, Nina Dobrev, Tyler Hoechlin, David Koechner, Ken Jeong és Peyton List látható.
A filmet a 2018-as Woodstocki Filmfesztiválon mutatták be, az Amerikai Egyesült Államokban 2019. február 1-jén került a mozikba. Általánosságban vegyes visszajelzéseket kapott a kritikusoktól, és világszerte 668 488 dolláros bevételt ért el. 

## Cselekmény
Skye Aitken tinédzser lány megtudja, hogy gyógyíthatatlan rákja van, és már csak kevés ideje van hátra. Calvin Lewis fiatalember a repülőtéren dolgozik poggyászkezelőként apjával és idősebb testvérével, Frankkel. Calvin félénk és visszahúzódó, meggyőződése szerint rákos, annak ellenére, hogy a tesztek és az orvos mást mondanak. Orvosa tanácsára elkezd részt venni egy rákos betegeket támogató csoportban.
Calvin ott találkozik Skye-val, aki tele van energiával és optimizmussal a halálos diagnózisa ellenére. Calvin nem állt elő saját listával azokról a dolgokról, amelyeket meg akar tenni a halála előtt, ezért Skye ráerőlteti a sajátját, amit együtt hajtanak végre. Calvint eleinte bosszantotta új barátja kiszámíthatatlan viselkedése, de végül beismeri, hogy szeret a barátja lenni, sőt, még hiányzik is neki, amikor nincs a közelében. Skye egy buliba megy Calvinnal, ahol szemtanúja lesz, ahogy barátja megcsókolja Willt, akibe belezúgott. Calvin és Skye egyre több időt töltenek együtt, és a fiú lassan legyőzi félelmeit.
Skye randevút szervez Calvinnak Izzyvel, amely során elmondja Izzy-nek, hogy Calvin is rákos. Izzy együtt érez vele, de Calvin habozik elmondani neki egyből az igazságot. Skye megtudja, Calvin édesanyja „elzárkózott”, miután az ikertestvére 8 éves korában autóbalesetben meghalt. Egy randevún Calvin elmondja Izzy-nek, valójában nem is rákos, erre a lány otthagyja. Skye úgy dönt, elveszíti a szüzességét Willie-vel.
Calvin a szakítás után depresszióba esik, és nem megy el dolgozni, de apja meggyőzi a visszatérésre. Skye ezzel egy időben bevallja Calvinnak, csalódást okozott neki, hogy Will kedvéért elvesztette szüzességét. Skye-t kórházba szállítják, Lucynál pedig megindul a szülés. Frank és Lucy felajánlják Skye-nak és Calvinnek, legyenek a gyermek keresztszülei. Calvin pánikrohamot kap, de Frank segít neki megnyugodni, és emlékezteti Skye-ra, hogy még mindig szüksége van rá.
Calvin igyekszik befejezni Skye maradék teendőit, Izzy és Skye szüleinek részvételével. Calvin bevallja Skye-nak, hogy az ikertestvére halála után abbahagyta a születésnapok megünneplését az édesanyja érdekében. Skye halála után Calvin születésnapi üdvözlőlapokat kap tőle kárpótlásul a meg nem ünnepelt születésnapokért. Végre megtalálja a bátorságot, hogy repülőútra menjen. Felszállás közben Izzy és Calvin felveszik a szemkontaktust, és mosolyogni kezdenek.

## Szereplők
| Szerep                | Színész                                           | Magyar hang     |
| --------------------- | ------------------------------------------------- | --------------- |
| Calvin Lewis          | Asa Butterfield                                   | Ungvári Gergely |
| Skye Elizabeth Aitken | Maisie Williams                                   | Pekár Adrienn   |
| Izzy                  | Nina Dobrev                                       | Németh Borbála  |
| Frank Lewis           | Tyler Hoechlin                                    | Zöld Csaba      |
| Bob Lewis             | David Koechner                                    | Németh Gábor    |
| Ashley                | Peyton List                                       | Rigler Renáta   |
| Julian                | Tituss Burgess                                    | Kapácsy Miklós  |
| Claire                | Sonya Walger                                      | Farkas Zita     |
| Lucy Lewis            | Margot Bingham                                    |                 |
| Al rendőr             | Ken Jeong                                         | Szokol Péter    |
| Mya rendőr            | Briana Venskus                                    |                 |
| Will                  | Angel Valle Jr.                                   |                 |
| Rabbi                 | Rabbi Joseph Kolakowski (stáblistán nem szerepel) |                 |

### Magyar változat
- Magyar szöveg: Roatis Andrea
- Hangmérnök: Árvai Zoltán
- Gyártásvezető: Gémesi Kristzina
- Szinkronrendező: Árvay-Kiss Virág
- Produkciós vezető: Jávor Barbara

A szinkront a Direct Dub Studios készítette el.

## A film készítése
2017 májusában az Albany nemzetközi repülőtéren forgattak jeleneteket, beleértve a terminál és a poggyászkezelő területeket is. További forgatásokra került sor a New York állambeli Colonie-ban és a környékbeli helyszíneken.

## Bemutató
A film világpremierje a 2018-as Woodstocki Filmfesztiválon volt 2018. október 12-én. A mozikban és Video on Demand-on a Shout! Factory által 2019. február 1-jén jelent meg.